# Horacio Podestá
Horacio Podestá (* 26. Juli 1911 in Buenos Aires; † 15. Juli 1999) war ein argentinischer Ruderer.

## Karriere
Horacio Podestá nahm an den Olympischen Spielen 1936 in Berlin teil. Zusammen mit Julio Curatella gewann er die Bronzemedaille in der Zweier ohne Steuermann-Regatta.